# Amanda Vähämäki
Amanda Vähämäki (* 1981 in Tampere, Finnland) ist eine finnische Comiczeichnerin.

## Biographie
Im Sommer 2000 begann Amanda Vähämäki ihr Studium der Malerei an der Accademia di Belle Arti in Bologna. In dieser Zeit knüpfte sie Kontakte zur dortigen Comicszene und dem Künstlerkollektiv Canicola. Seit der ersten Ausgabe des gleichnamigen Comicmagazins Canicola im November 2004 veröffentlichte Vähämäki hier einige ihrer Werke.  Sie hat auch mit Magazinen und Anthologien wie Strapazin, Orang, Galago, Le Monde diplomatique und Forresten zusammengearbeitet.
Ihr bislang einziges Buch ist auf Italienisch (Campo di Babà, 2005), Französisch (Campo di Baba – Un champ de beignets, 2007), Finnisch (Pullapelto, 2007) und Schwedisch (Bullefältet, Komika Förlag 2007) erschienen. Gemeinsam mit dem italienischen Zeichner Michelangelo Setola hat sie 2008 bei Buenaventura Press den Band Souvlaki Circus veröffentlicht.

## Auszeichnungen
2005 gewann sie den Zeichenwettbewerb zum Thema „Heimat“ des Comicfestivals Fumetto in Luzern in der ersten Kategorie.